# Giovo
Giovo là một đô thị ở tỉnh Trento ở vùng Trentino-Alto Adige/Südtirol của Ý, tọa lạc cách 10 km về phía đông bắc của Trento. Tại thời điểm ngày 31 tháng 12 năm 2004, đô thị này có dân số 2.464 người và diện tích là 20,8 km².
Đô thị Giovo có các frazioni (đơn vị trực thuộc, chủ yếu là các làng) Verla, Ville, Palù, Valternigo, Ceola and Masen.
Giovo giáp các đô thị: Salorno, Mezzocorona, Faedo, Cembra, San Michele all'Adige, Lisignago, Lavis, Albiano và Trento.